# Sablia
Sablia is een geslacht van vlinders van de familie Uilen (Noctuidae), uit de onderfamilie Hadeninae.

## Soorten
- S. alopecuri Boisduval, 1840
- S. anderreggii Boisduval, 1840
- S. diopis Hampson, 1905
- S. nigrilineosa Moore, 1882
- S. saucesa Pinker, 1963
- S. serradaguae Wolff, 1977
- S. sicula Treitschke, 1835